# Maria Schnee (Velké Karlovice)

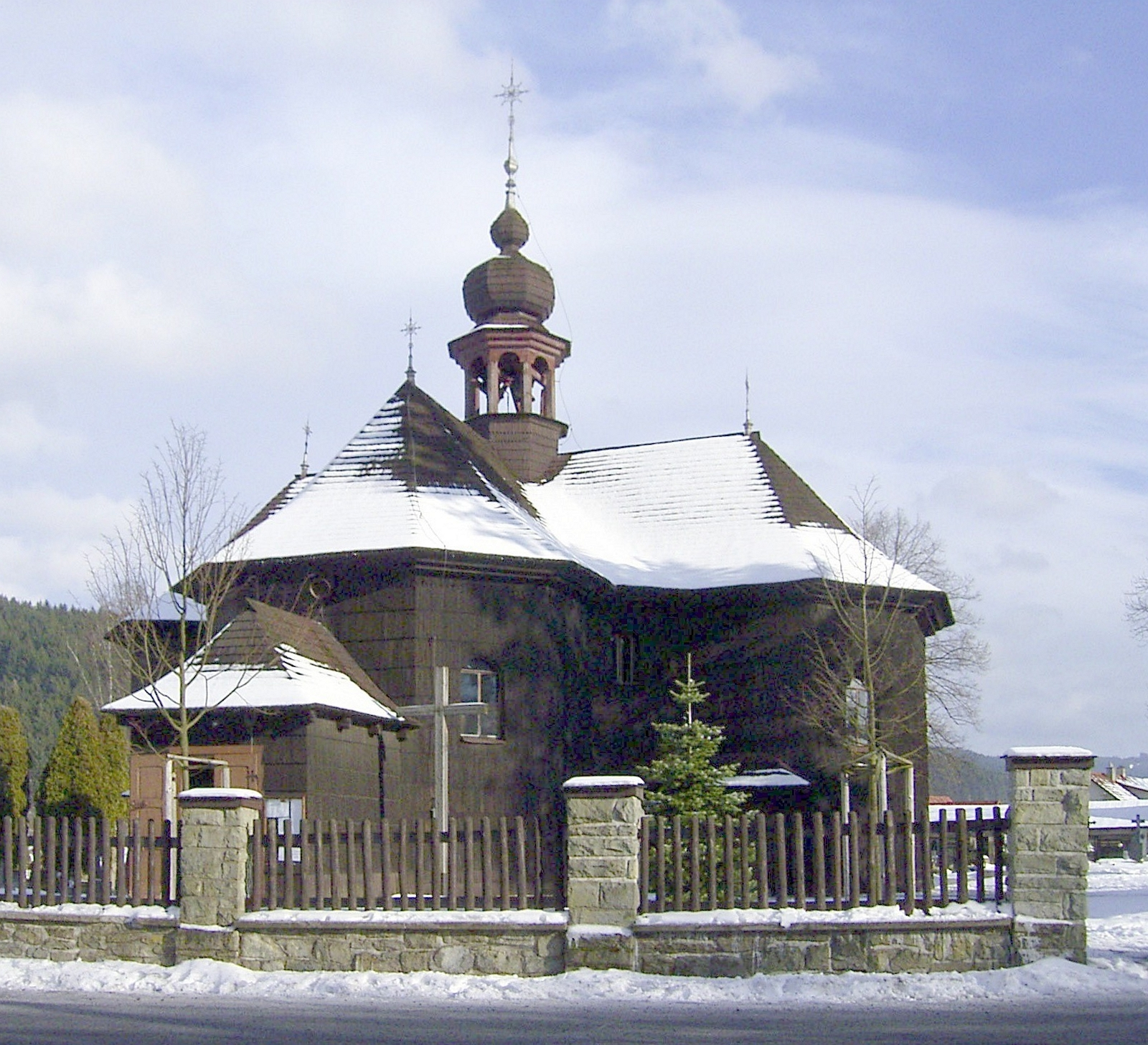
Holzkirche Maria Schnee

Die Holzkirche Maria Schnee (tschechisch kostel Panny Marie Sněžné) ist eine römisch-katholische Pfarrkirche in Tschechien. Sie befindet sich im Zentrum des Dorfes Velké Karlovice in der Mährischen Walachei.  

## Geschichte
Das im volkstümlichen Barock gestaltete Bauwerk wurde in der Mitte des 18. Jahrhunderts auf Veranlassung des Besitzers der Herrschaft Rožnov, Franz Graf von Zierotin, errichtet. Die erste Heilige Messe wurde am 15. August 1754 abgehalten.  Am 21. August 1754 erfolgte die Weihe der Kirche durch den Dekan aus Valašské Meziříčí. 1755 wurde in Karlovice ein dem Pfarrer von Rožnov unterstellter Kaplan eingesetzt. Ab 1784 bildete Velké Karlovice ein selbständiges Kaplanat, das 1843 zur Pfarre erhoben wurde.

## Bauwerk
Die Kirche weist einen kreuzförmigen Grundriss mit 24 Ecken auf. Auf dem Dach befindet sich ein barockes Türmchen mit zwei Glocken. Die Innenwände und Bänke waren ursprünglich naturbelassen und erhielten erst zum Ende des 19. Jahrhunderts einen Anstrich mit weißer Ölfarbe, der 1928 erneuert wurde. Der Lüster aus dem Jahre 1892 ist ein Geschenk des Juden Salomon Reich, Besitzer der Glashütte Mariánská huť in Leskové. 1894 wurde der ursprüngliche Altar durch den heutigen ersetzt. 1946 erhielt die Kirche eine elektrische Beleuchtung.